# Häfele
Häfele este o companie producătoare și distribuitoare de feronerie pentru mobilier și uși din Germania.
Compania a fost fondată în 1923 și deține patru fabrici în Germania.
În anul 2008, Häfele a avut o cifră de afaceri de 840 de milioane de euro.
Compania este prezentă și în România din anul 2009, când a cumpărat firma de profil Minerva Com din Timișoara.
Minerva Com a fost fondată în 1997 de Ovidiu Toader.